# Лиметтин
Лиметтин (5,7-диметоксикумарин) — натуральное органическое вещество с молекулярной формулой C11H10O4, производное кумарина, присутствует в кожуре фруктов цитрусовых растений, таких как лимон и бергамот.

## Физические свойства
Растворим в спирте, уксусной кислоте, бензоле. Не растворим в воде и петролейном эфире. Растворы флюоресцируют.